# Edan Diop
Edan Diop (* 28. August 2004 in Tours) ist ein französisch-senegalesischer Fußballspieler, der aktuell bei der AS Monaco in der Ligue 1 spielt.

## Karriere

### Verein
Diop begann seine fußballerische Ausbildung 2009 beim FC Tours. Nach fünf Jahren, im Jahr 2014 wechselte er zum Chambray FC, wo er bis 2019 spielte, ehe er in die Jugendakademie der AS Monaco wechselte. Mit der U19-Mannschaft spielte er bei der Coupe Gambardella 2022 ein Spiel. Kurz vor seinem 18. Geburtstag, im August 2022 unterschrieb er bei den Monegassen seinen ersten Profivertrag. Am 23. Februar 2023 kam Diop in der Europa-League-Zwischenrunde gegen Bayer 04 Leverkusen bei der Niederlage im Elfmeterschießen im Rückspiel zu seinem Debüt, als er bereits Mitte der zweiten Halbzeit für Chrislain Matsima ins Spiel kam. Wenige Tage darauf (25. Spieltag) kam er bei einer 0:3-Niederlage gegen den OGC Nizza zu seinem Debüt in der Ligue 1, wo er die zweite Halbzeit komplett spielte. In jenem Spiel stand er in den letzten 20 Minuten auch gegen seinen Bruder Sofiane Diop auf dem Platz.

### Nationalmannschaft
Diop spielte zwischen September 2022 und März 2023 für die französische U19-Nationalmannschaft und traf dort in neun Spielen viermal. Im November lief er erstmals für die französische U20 auf.

## Familie
Diop wurde von einem senegalesischen Vater und einer marokkanischen Mutter in Tours, in Frankreich, geboren. Sein Bruder Sofiane ist ebenfalls Fußballspieler und ist aktuell für den OGC Nizza tätig.